# Сапега, Ян Пётр
Ян-Пётр Павлович Сапе́га (пол. Jan Piotr Sapieha, 1569, предположительно, Быхов или Могилёв — 15 октября 1611, Москва) — государственный и военный деятель Великого княжества Литовского, православный шляхтич из рода Сапег. Староста усвятский с 1600 года, ротмистр королевский с 1605 года. Активный добровольный сторонник Лжедмитрия II.

## Биография
Представитель черейско-ружанской линии рода Сапег герба «Лис», сын каштеляна киевского Павла Ивановича Сапеги и Анны Ходкевич. Учился в Виленской академии (до 1587 года) и Падуанском университете.
Участвовал в боях с крымскими татарами. В 1600 году избран послом на сейм от города Гродно.
Был одним из командиров польско-литовского войска в войне Швеции с Речью Посполитой 1600—1611 годов в чине командира хоругви из 100 казаков. Принимал участие в битвах под Венденом 7 января 1601, Кокенгаузеном 29 июня 1601, Везенбергом 5 марта 1603, во взятии Дерпта 13 апреля 1603; в битве при Кирхгольме в 1605 году командовал правым флангом войск Речи Посполитой (400 гусар и 700 казаков).
Во время рокоша Николая Зебжидовского принял участие в решающем сражении под Гузовом, приведя на сторону короля гусарскую и казацкую хоругви.
В августе 1608 года с одобрения своего двоюродного брата Льва Сапеги предложил Лжедмитрию II помощь в овладении российским престолом и с 1720 солдатами перешёл литовско-российскую границу. 25 августа взял Вязьму, после чего, встретив Марину Мнишек и её отца, направился в Тушинский лагерь.
Вторгся в Замосковный край и направился с войском к Троице-Сергиеву монастырю. После выигранной битвы под Рахманцевом осадил монастырь 23 сентября (3 октября) 1608 года (см. Троицкая осада). В феврале 1610 года взял Дмитров. 12 января 1610 года был вынужден отступить от стен Троице-Сергиева монастыря, 1 марта потерпел поражение от войск Михаила Скопина-Шуйского в битве под Дмитровом.
В июне 1610 присоединился к Лжедмитрию II в Калуге, 25 июня провозглашён своими солдатами гетманом.  В июле 1610 года взял Пафнутьево-Боровский моныстырь, затем в бою на реке Наре отразил нападение крымских татар, нанятых Василием Шуйским. Выдвинулся на Москву, после свержения Шуйского и установления семибоярщины прибыл в российскую столицу, где вёл переговоры о передаче власти Лжедмитрию II, причём среди солдат Сапеги бытовали идеи провозгласить царём самого Яна Петра.
Участвовал в борьбе с Первым ополчением. В июле 1611 года взял Александрову слободу, осадил Переяславль-Залесский, а 15 августа успешно штурмовал московский Белый город.
Умер в московском Кремле от болезни 15 октября 1611 года. Похоронен в Лепунах в Гродненском повете. Является автором дневниковых мемуаров «Dzieje Marsa krwawego i sprawy odważne, rycerskie przez Wielmożnego Pana Jego Mości Pana Jana Piotra Sapiehę starostę uświadzkiego w monarchii moskiewskiej od roku 1608 do roku 1612 sławnie odprawowane», ("История кровавого Марса и мужественных дел Вельможного пана его величества Яна Петра Сапеги, (старосты Усвятского) в Московском царстве, записанных с 1608 до 1612 года").

## Семья
Был женат на Софии Вейхер (ум. после 1631), дочери старосты пуцкого и полковника королевского Эрнеста Вейхера (1517—1598) и Анны Людвики Мортецкой, от брака с которой имел сыновей Андрея Станислава (ум. 1646), Яна (ум. 1630), Флориана (ум. 1637) и Павла Яна (1610—1665), а также дочь Сюзанну Софию.